# اچ‌ام‌ای‌اس ولونگونگ (ای‌سی‌پی‌بی ۹۲)

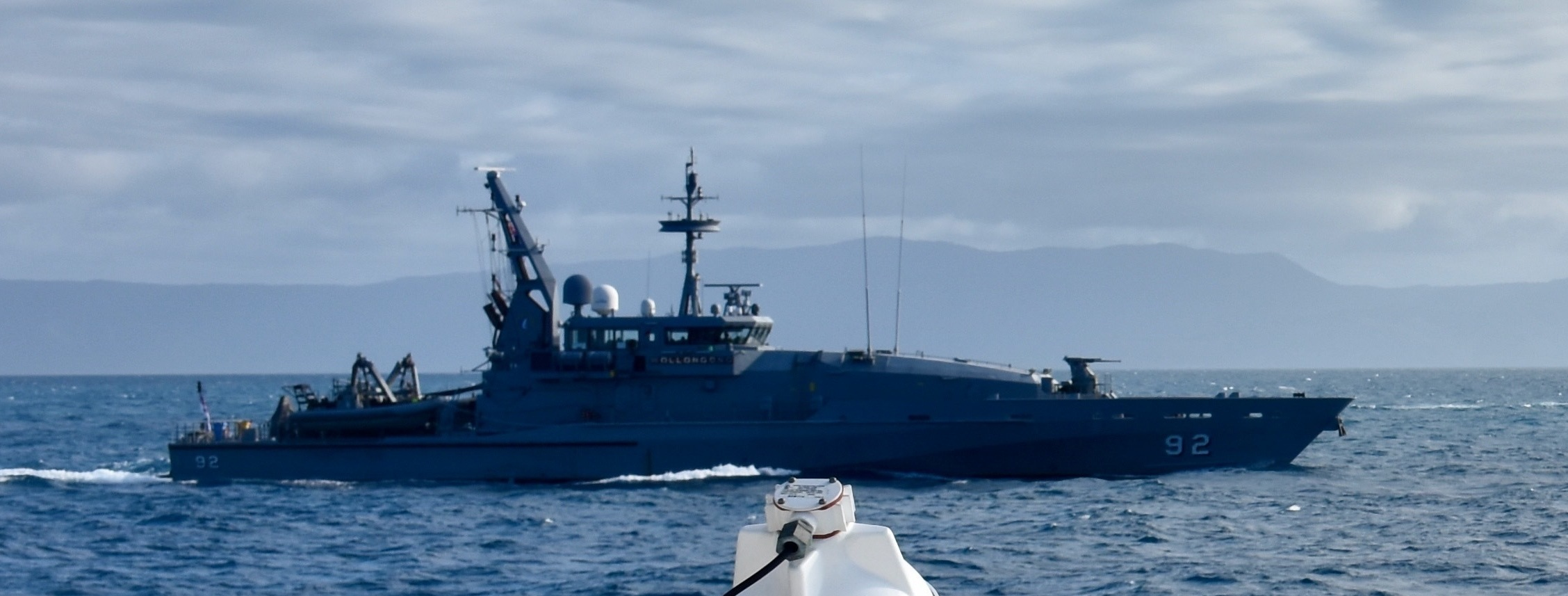

اچ‌ام‌ای‌اس ولونگونگ (ای‌سی‌پی‌بی ۹۲) (به انگلیسی: HMAS Wollongong (ACPB 92)) یک کشتی است که طول آن ۵۶٫۸ متر (۱۸۶ فوت) می‌باشد. این کشتی در سال ۲۰۰۷ ساخته شد.